# Mortimer Barnett Davis
Sir Mortimer Barnett Davis, né à Montréalle 6 février 1866 et décédé à Cannes le 22 mars 1928, est un homme d'affaires et philanthrope canadien. L'hôtel particulier qu'il a fait construire dans le Mille carré doré (Golden Square Mile), luxueux quartier du centre-ville de Montréal au Québec, a été renommé Purvis Hall et est de nos jours propriété de l'Université McGill.

## Vie et carrière
Né à Montréal au Québec de Samuel Davis et Minnie Falk Davis, il fait ses études au collège à Montréal avant de rejoindre ses frères ainés Eugene Harmon et Maurice Edward dans l'affaire familiale de fabrique de cigares S. Davis and Sons. En 1888 S. Davis and Sons achète une autre entreprise de Montréal, D. Ritchie and Company. En 1895, la société American Tobacco Company achète D. Ritchie and Company, ainsi que American Cigarette Company, un autre fabricant de cigarettes de Montréal. Samuel Davis prend sa retraite de S. Davis and Sons, et Mortimer Barnett Davis quitte la société familiale qui reste entre les mains de deux de ses frères, pour devenir président de American Tobacco Company du Canada.
En 1902, British American Tobacco, codétenu par American Tobacco Company et Imperial Tobacco Company d'Angleterre. Achète American Tobacco Company du Canada, et devient Imperial Tobacco Company du Canada, dont Mortimer Barnett Davis assure la première présidence.  La puissance financière de l'empire qu'il dirige, lui vaut le titre de Tobacco King (Roi du tabac), titre qu'il partage avec son grand rival Sir William Christopher Macdonald.

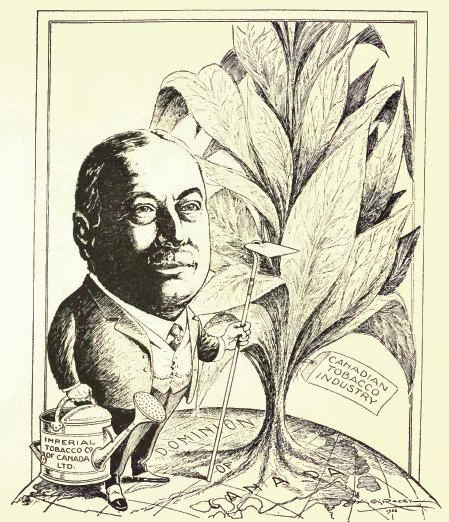
Caricature de Sir Mortimer Barnett Davis dans Canadian men of affairs in cartoon (1922)

Mortimer Davis est membre de la Chambre de commerce de Montréal et de la Bourse de Montréal, et directeur de plusieurs sociétés dont l'Union Bank, la Banque royale du Canada, la distillerie Henry Corby dont il sera président de 1907 à 1922, de la Crown Trust Company et de l'Empire Tobacco. Il fait aussi partie de la direction générale de la Nova Scotia Silver Cobalt Mining Company et de la Consolidated Asbestos Mining Company.

## Vie privée

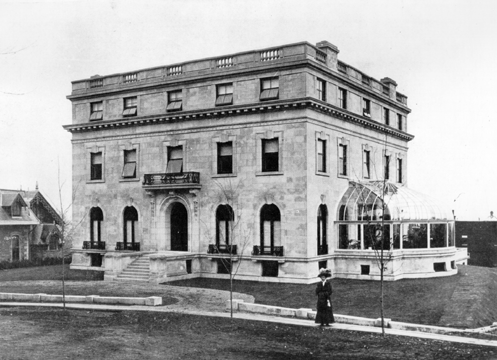
Davis House, propriété de Mortimer Davis

Le 12 juin 1898, il épouse à San Francisco, Henriette Marie Meyer, fille de Charles Meyer, un banquier et philanthrope. Leur seul fils, Mortimer Davis junior, meurt en 1940.
En 1917, il est fait Knight Bachelor (chevalier) par le roi George V  et devient le premier Juif né au Canada à recevoir cet honneur. 
Il est membre de la synagogue Temple Emanu-El (actuellement: Temple Emanu-El-Beth Sholom) à Westmount au Québec, que son père a cofondée. Il finance pour un montant de 420 000 dollars canadiens, la totalité  d'un nouveau bâtiment pour le Centre communautaire juif de Montréal, qui ouvrira à Mont-Royal, près de l'avenue du Parc, peu après sa mort. Il est un des acteurs majeurs de la construction du sanatorium Mount Sinaï, à Préfontaine.
Sir Mortimer Davis passe la plus grande partie des dernières années de sa vie à la villa Les Glaïeuls à Cannes, où il meurt en 1928.
Il laisse 75 % de sa fortune pour la construction d'un hôpital public juif qui portera son nom. Cependant, il stipule que les fonds seront investis pendant 50 ans afin d'atteindre  une somme capable de financer un hôpital important. C'est ainsi qu'en 1978, 10 millions de dollars canadiens de la succession Davis sont donnés à l'Hôpital général juif de Montréal, déjà existant, qui est rebaptisé Hôpital général juif Sir Mortimer B. Davis.
Lady Davis est une philanthrope active qui est faite officier de la Légion d'honneur et commandeur de l'Ordre de l'Empire britannique. Elle meurt en 1963.  L'Institut Lady Davis de recherches médicales situé dans l'Hôpital juif, l'Association Lady Davis, le Centre d'ingénierie mécanique et aéronautique Lady Davis situé au Technion à Haïfa dans un bâtiment de 7 étages et le Bâtiment Lady Davis, bâtiment principal de la Bibliothèque nationale d'Israël à Jérusalem, sont nommés en son honneur. 
La résidence à Montréal de Mortimer Davis, situé dans le Mille carré doré à Montréal, initialement appelé Sir Mortimer B. Davis House, est maintenant le Purvis Hall situé sur le terrain de l'université McGill. Mortimer Davis est enterré au cimetière juif Temple Emanu-El, adjacent au cimetière Mont-Royal.